# Protorthemis intermedia
Protorthemis intermedia är en trollsländeart som beskrevs av Fraser 1936. Protorthemis intermedia ingår i släktet Protorthemis och familjen segeltrollsländor. Inga underarter finns listade i Catalogue of Life.